# Fundació Teyler
La Fundació Teyler (en neerlandès, Teylers Stichting) és una fundació neerlandesa creada amb el patrimoni del comerciant i el banquer del segle xviii Pieter Teyler van der Hulst per "fomentar la religió, la ciència i l'art".

## Història

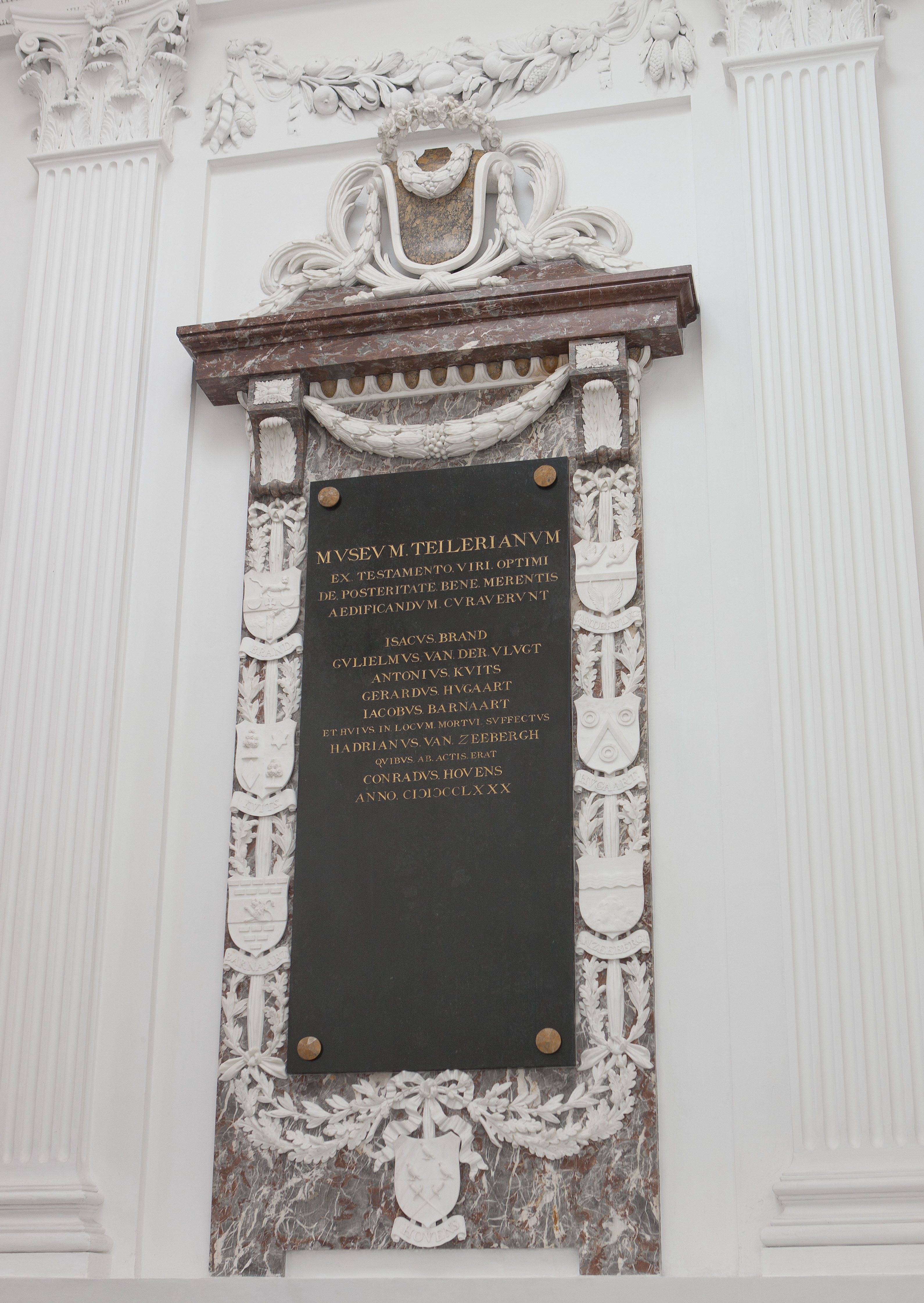
Monument commemoratiu als primers directors de la Fundació Teyler a la Sala Ovalada (1784)

Quan Pieter Teyler van der Hulst morí el 1778, sense descendència ni familiars directes, va deixar els seus diners a diverses persones, l'església i el benefici general.
La Fundació Teyler fou fundada per cinc amics de Teyler que van ser els seus marmessors i els primers directors. El primer director president i membre de la junta va ser Adriaan van Zeebergh, el pensionaris de la ciutat de Haarlem, una alta posició de funcionari de l'època.

## Camps de treball
La Fundació Teyler va ser la responsable del naixement del Museu Teyler, l'edifici Teylers Hofje i de dues societats: la Teylers Eerste Genootschap, que se centra en qüestions teològiques, i la Teylers Tweede Genootschap que se centra en els camps de la ciència. La Fundació és també responsable de la Càtedra Teyler la Universitat de Leiden.

## Govern

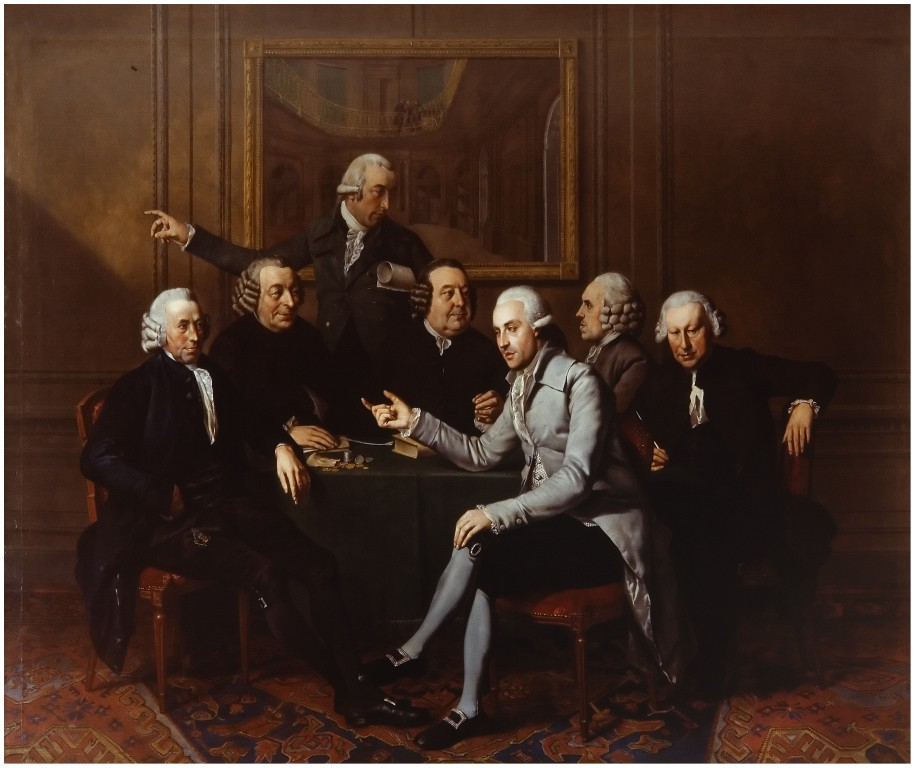
Retrat de grup de la Junta de la Fundació Teyler amb el seu secretari i l'arquitecte Leendert Viervant, Wybrand Hendriks, 1786. En ordre d'aparició: Willem van der Vlugt Sr., Antoni Kuits, Gerard Hugaart, Adriaan van Zeebergh, Jan Herdingh i Koenraad Hovens, secretari de la Junta. El que està dret és l'arquitecte Leendert Viervant.

La fundació es regeix per cinc directors, que són designats per cooptació. Els primers directors van ser cinc dels amics de Teyler Jacobus Barnaart (1778–1780), que el 1780 és substituït per Adriaan van Zeebergh (1780–1824), Isaac Brand (1778–1782), Gerard Hugaart (1778–1791), Antoni Kuits (1778–1789) i Willem van der Vlugt Sr. (1778–1807).
Els directors es reuneixen en el tradicional sala Grote Herenkamer de l'edifici Fundatiehuis, una sala adjacent a la Sala Ovalada del Museu Teyler. Els directors actuals (2008) són drs. J.R. Beets-Hehewerth, mr. J.J. van Es, mr. J.E. Trip (tresorer), R.A.M. van Voorst van Beest-Gunst (secretari), mr. C.G.A. van Wijk (president).
El 1981 la direcció del museu va ser transferida a una fundació independent a petició del govern perquè d'aquesta manera es pogués ajudar a finançar el museu a través de les subvencions després del seu reconeixement com a museu d'interès nacional. Aquesta nova fundació es va convertir en la Fundació per a la Gestió i Conservació del Museu Teyler (en neerlandès,  Stichting tot Beheer en Instandhouding van Teylers Museum), tot i que la Fundació Teyler hi nomena a dos dels sis membres del Consell de Supervisió. La Fundació Teyler encara és propietària dels edificis.

## Arxius
Els arxius de la Fundació Teyler s'han conservat intactes i són consultables. Els arxius dels primers anys (1778–1827/1828) van ser digitalitzats i es troben disponibles al web del Museu Teyler. Això inclou les actes de les reunions dels directors i els rebuts dels materials i peces de museu que es van comprar, cosa que permet reconstruir les activitats de la Fundació Teyler al passat.
L'arxiu s'emmagatzema a una sala especial de Fundatiehuis, tal com Teyler va especificar al seu testament, que estava tancada amb cinc forats del pany. Cada un dels directors obtenia una de les cinc claus diferents i es va dissenyar de manera que no podia ser oberta o tancada sense almenys tres dels cinc claus.